# Reventin-Vaugris
Reventin-Vaugris é uma comuna francesa na região administrativa de Auvérnia-Ródano-Alpes, no departamento de Isère. Estende-se por uma área de 18,4 km². Em 2010 a comuna tinha 1 976 habitantes (densidade: 107,4 hab./km²).